# Wheat Kings de Brandon
Pour les articles homonymes, voir BWK et Brandon.
Les Wheat Kings de Brandon (en anglais, Brandon Wheat Kings ou BWK) sont un club de hockey sur glace du Canada, basé à Brandon (Manitoba), et évoluant au sein de la Ligue de hockey de l'Ouest depuis la saison 1968-1969. Ils ont été finalistes de la Coupe Memorial en 1979, 1995 et 1996.
Ils remportent la Coupe Ed Chynoweth en 1979, 1996 et 2016.